# ناتالي ستافورد
ناتالي ستافورد (بالإنجليزية: Natalie Stafford)‏ (8 ديسمبر 1976 بسيدني في أستراليا - ) هي لاعبة كرة سلة بريطانية في مركز مدافع مسدد الهدف، شاركت في الألعاب الأولمبية الصيفية 2012. ولعبت مع Sydney Flames ‏.

## وصلات خارجية
- ناتالي ستافورد على موقع الاتحاد الدولي لكرة السلة (الإنجليزية)
- ناتالي ستافورد على موقع كرة السلة الأوروبية.كوم (الإنجليزية)
- ناتالي ستافورد على موقع بروبوليرز (الإنجليزية)
- ناتالي ستافورد على موقع سبورتس رفرنس (الإنجليزية)
- ناتالي ستافورد على موقع أوليمبيديا (الإنجليزية)
- ناتالي ستافورد على موقع اللجنة الأولمبية البريطانية (الإنجليزية)